# Lenti
Lenti là một thành phố thuộc hạt Zala, Hungary. Thành phố này có diện tích 73,8 km², dân số năm 2010 là 8143 người, mật độ 110 người/km².